# Miligramo
El miligramo (símbolo mg) es una unidad de masa del Sistema Internacional de Unidades. Es el tercer submúltiplo del gramo y el sexto del kilogramo, siendo una milésima parte del gramo y una millonésima del kilogramo.
Se usa para medir la masa de pequeñas porciones de reactivos químicos, muestras sólidas, drogas, medicamentos y sus ingredientes, y objetos pequeños en general. Las balanzas analíticas de los laboratorios regularmente tienen una sensibilidad de 0,1 mg.

## Equivalencias
1 miligramo es igual a:
- 1000 mcg
- 0,1 cg
- 0,01 dg
- 0,001 g